# Front àrtic

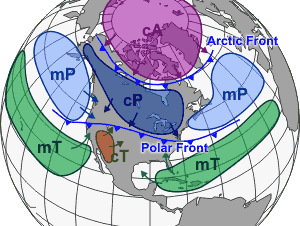
El front àrtic (Arctic Front) separa la massa d'aire àrtica de la massa d'aire polar. (cA és la massa d'aire continental àrtica; cP és la continental polar; mP és la marítima polar; cT és la tropical continental; i mT és la tropical marítima.)

El front àrtic és un front meteorològic de les latituds septentrionals que és semipermanent i semi-continu. És la frontera entre la massa d'aire àrtica, freda i profunda, i la massa d'aire polar que és menys profunda i menys freda. Els fronts àrtics estan acompanyats principalment per núvols baixos i mitgencs. El front àrtic és un dels fronts que influeixen en el clima de la península Ibèrica i gran part de l'hemisferi nord. El front àrtic apareix a les latituds altes de l'hemisferi nord i separa les masses d'aire polar de les masses d'aire originàries de l'Àrtida (es frente ártico; fr front arctique; en arctic front).

## Origen del front
Les diverses masses d'aire troposfèriques no es desplacen a la mateixa velocitat i a més a més, les densitats són diferents. Generalment estan separades per zones de transició més o menys amples, anomenades superfícies de discontinuïtat, o més simplement “fronts”, marcats per les superfícies en qüestió, dels quals els més importants són, per a l'Atlàntic Nord i Europa: el front polar, que separa les masses dʻaire polar de lʻaire tropical i el front àrtic que separa les masses dʻaire polar de lʻaire àrtic. Aquestes àrees o zones de discontinuïtat estan constituïdes per una successió de fronts càlids i fronts freds. La capa de transició correspon a una zona de mescla entre les dues masses daire, barreja provocada per un efecte de turbulència al llarg de la superfície de discontinuïtat.

## Abast geogràfic
El front àrtic ocupa una zona de transició estreta (al límit de les masses d'aire). Es produeix amb freqüència durant els mesos d'estiu a uns 65 a 75 ° de latitud nord i s'estén per Alaska, Canadà, Islàndia, Lapònia i Sibèria. La causa de la formació és una forta diferència de temperatura entre les zones terrestres lliures de gel (10-20 °C) i l'oceà Àrtic, que està en majoria glaçat i amb temperatures al voltant del punt de congelació. Com a resultat, hi ha un augment de l'activitat dels sistemes de baixa pressió, especialment al costat de sotavent de les muntanyes Mackenzie, les muntanyes Rocoses i les muntanyes de Verkhoyansk, que al seu torn condueixen a un augment de les pluges, on en general, representen entre el 50 i el 60% de les precipitacions d'estiu. Durant els mesos d'hivern, el front àrtic sol ser gairebé indistingible del front polar a causa de les masses d'aire àrtiques que penetren molt cap al sud. L'única excepció és a Alaska, on a la costa sud, en condicions oposades (zones de terra cobertes de neu i mar sense gel), es produeixen processos similars.
El front àrtics es produeix amb freqüència sobre el mar Àrtic, de vegades sobre Escandinàvia i fins i tot tan al sud com el mar del Nord.

## Característiques meteorològiques
El front àrtic és un front de baix nivell troposfèric, on la baroclinitat més forta és observada freqüèntment en una capa baixa entre 2 i 3 km per damunt de la superfície. A la troposfera mitjana i superior la baroclinitat és força dèbil o absent. Normalment només es pot trobar una zona de baixa pressió de nivell superior fred, que sigui bastant extensa, sobre el front àrtic. El front generalment es forma a l'oest o al nord de la depressió del front polar primària (a la profunditat de la massa d'aire polar), sovint en connexió amb una cua d'oclusió allargada al nord o a l'oest.
El front àrtic sovint experimenta canvis graduals en la seva intensitat a mesura que es mou per zones de mar obert. El fort gradient de temperatura a les capes més baixes en les primeres etapes, es debilita significativament quan el flux de calor del mar escalfa el cos inferior de la massa d'aire àrtic. Això també pot passar a les zones càlides terrestres a la primavera i a principis d'estiu, tot i que l'acumulació de calor al sòl és molt més petita en comparació amb la del mar). La font de pressió connectada al front pot seguir durant un període més llarg, tot i que els contrastos de temperatura s'afebleixen. La distribució de l'activitat convectiva també ajuda a identificar la ubicació del front àrtic, ja que normalment hi ha una nuvolositat convectiva força intensa al costat més fred del front en comparació amb la menys intensa al costat més càlid.
Els forts gradients de temperatura potencial a nivell de 850 hPa així com en el gruix entre 500 i1.000 hPa, són els paràmetres més útils a l'hora d'identificar el front àrtic. En contrast, l'ús de paràmetres de nivells més alts (per exemple, temperatura a 500 hPa o vent a 300 hPa) no ajuden a detectar la ubicació precisa del front àrtic.
El front àrtic normalment no es convertirà en una oclusió en una etapa posterior. […] De vegades, un front àrtic pot canviar cap a un front polar quan es mou en direcció sud, però en la majoria dels casos desapareixerà gradualment.
El temps meteorològic que acompanya el pas del front àrtic per mar obert mostra vents forts i fortes nevades, principalment a causa de la convecció intensa. Sobre terra, a l'hivern, la convecció i, per tant, la nevada, és notablement més feble, fins i tot totalment absent, l'únic efecte és la forta caiguda de la temperatura i/o del punt de rosada.

## Situacions meteorològiques

### Sobre el continent
- Precipitació: nevada lleugera a moderada
- Temperatura: caiguda ràpida després del pas del front superficial
- Vent: són possibles ràfegues fortes. Viratge del vent al pas del front
- Nuvolositat: sovint convectiva, als 2-3 km més baixos de la troposfera

A l'hivern, sovint, localment no hi ha precipitació (per la manca de convecció). Risc de glaçades i turbulències de moderades a severes. Disminució de la visibilitat durant les nevades.

### Sobre el mar
- Precipitació: nevada moderada a intensa
- Temperatura: Caiguda ràpida després del pas del front superficial
- Vent (incloses les ràfegues): Són possibles ràfegues fortes. Viratge del vent al pas del front
- Nuvolositat, sovint convectiva, als 2-3 km més baixos de la troposfera

La convecció provoca localment grans diferències en la intensitat de les precipitacions. Risc de glaçades i turbulències de moderades a severes. Poca visibilitat durant les fortes nevades.

## Tipus de fronts àrtics

### Front baroclínic
Es forma una glopada, amb un front càlid i un front fred, en una zona de gradient tèrmic acompanyada d'una feble entrada d'aire àrtic situada entre 700-500 hPa. Posteriorment pot convertir-se en una oclusió o desaparèixer. Arriba al nord d'Europa dins d'un flux fred, per tant, el front càlid és molt feble i desapareix ràpidament. La majoria de "fronts àrtics" són d'aquest tipus.

### Front de frontera gel/mar
El front es forma sobre el límit entre el mar relativament càlid i el gel fred i es desplaça cap al sud. Hi ha un únic front fred. Les cèl·lules convectives a petita escala es formen immediatament darrere del front.

### Diferències amb els fronts freds polars
- Les zones frontals àrtiques estan restringides a la troposfera inferior.
- En situacions àrtiques la tropopausa és més alta que la part superior del front, i sovint és difícil de detectar.
- No hi ha jet a 300 hPa sobre fronts àrtics
- En els fronts àrtics l'única precipitació és en forma de neu
- Els sistemes àrtics s'oclueixen més ràpidament[9]

## Canvis de posició en el temps
Pel que fa a les migracions del front àrtic i la distribució de les masses d'aigua superficials al llarg de cada cicle climàtic (glacial-interglacial), s'han observat canvis en la circulació oceànica profunda que s'han associat amb diverses fases que s'han produït. L'elevada abundància de foraminífers subpolars de transició durant la primera fase interglacial, va indicar que la posició frontal de l'Àrtida i la distribució de les masses d'aigua superficial era similars a l'actual. Durant la fase interglacial tardana el nombre alguns organismes va augmentar lleugerament, indicador que el gel marí d'hivern es va expandir una mica cap al sud-oest, mentre que el volum de gel es va mantenir estable o minvava ben poc a la primera fase de la glaciació.